# Ландинский мирный договор
Ландинский договор — договор, подписанный в 1250 году в Ландинее между князем Померании-Штеттин Барнимом I и маркграфами Брандербурга Иоанном I и Оттоном III. Барним I был принят маркграфством Бранденбурга в качестве соправителя Вартислава III из Померании-Деммина, тем самым воспрепятствовав правопреемству Бранденбурга в Померании-Деммине, что было исключено Кремменским договором 1236 года. Барним I присоединил к себе остатки Померании-Деммина, а планируемая в качестве наследства маркграфов земля Вольгаст в герцогстве Померания была обменена на удерживаемые померанцами северные части Укермарка. Барним также признал себя вассалом Бранденбурга.

Шаблон:Мирные договоры Брандербурга и Померании
Шаблон:История Померании